# Royal Rumble (2020)
Royal Rumble 2020 a fost cea de-a treizecișitreia ediție a Royal Rumble, un eveniment pay-per-view de wrestling profesionist din WWE. A avut loc pe 26 ianuarie din 2020 pe Minute Maid Park din Houston, Texas. Tema oficială a fost ""RUMBLE"" interpretată de Zayde Wølf.
Opt meciuri au fost contestate la eveniment, inclusiv două în pre-show. În evenimentul principal, Drew McIntyre a câștigat meciul Royal Rumble pentru bărbați, în timp ce Charlotte Flair a câștigat meciul Royal Rumble pentru femei. Alte meciuri marcante au inclus "The Fiend" Bray Wyatt păstrând Campionatul său Universal împotriva lui Daniel Bryan într-un meci cu curele, Roman Reigns învingând-ul pe King Corbin într-un meci Falls Count Anywhere, și Becky Lynch învingând-o pe Asuka prin predare pentru a păstra campionatul Raw Women's Championship. Evenimentul a prezentat, de asemenea, întoarcerea in-ring a lui Edge, care a luptat ultima dată în 2011 înainte de a se retrage după o accidentare la gât.

## Rezultate
- Kick-Off: Sheamus l-a învins pe Shorty G (12:35)[2]
  - Sheamus l-a numarat pe Shorty după un «Brogue Kick».
- Kick-Off: Andrade (c) (însoțit de Zelina Vega l-a învins pe Humberto Carrillo păstrându-și campionatul WWE United States Championship (14:20)[3]
  - Andrade l-a numarat pe Carrillo cu un «Roll-up».
- Roman Reigns l-a învins pe King Corbin într-un Falls Count Anywhere match. (21:20)[4]
  - Reigns l-a numărat pe Corbin după un «Spear».
  - În timpul luptei, Dolph Ziggler și Robert Roode au intervenit în favoarea lui Corbin, iar The Usos în favoarea lui Reigns.
- Charlotte Flair a câștigat meciul 30-woman Royal Rumble match câștigând o șansă pentru campionat la WrestleMania 36 (54:20)[5]
  - Charlotte a câștigat lupta după ce a eliminat-o pe Shayna Baszler.
- Bayley (c) a învins-o pe Lacey Evans păstrându-și WWE SmackDown Women's Championship (9:20)[6]
  - Bayley a numarat-o pe Evans cu un «Roll-up».
- "The Fiend" Bray Wyatt l-a învins pe Daniel Bryan și a păstrat WWE Universal Championship într-un Strap match (17:35)[7]
  - Wyatt l-a numarat pe Bryan după un «Mandible Claw».
- Becky Lynch (c) a învins-o pe Asuka păstrându-și WWE Raw Women's Championship (16:25)[8]
  - Lynch a făcut-o pe Asuka să cedeze după un «Dis-arm-her».
- Drew McIntyre a castigat meciul Royal Rumble 2020 câștigând șansa pentru a lupta pentru campionat la WrestleMania 36. (1:00:50)[9]
  - McIntyre a câștigat lupta după ce l-a eliminat pe Reigns.
  - Aceasta a fost întoarcerea lui Edge după 9 ani de inactivitate.
  - Brock Lesnar a egalat recordul de eliminari a lui Braun Strowman, cu 13.

## Royal Rumble: intrări în meci și eliminări
| Nr. | Concurent         | Brand       | Ordinea eliminări | Eliminat prin                 | Timp  | Eliminări |
| --- | ----------------- | ----------- | ----------------- | ----------------------------- | ----- | --------- |
| 1   | Brock Lesnar      | Raw         | 14                | Drew McIntyre                 | 26:24 | 13        |
| 2   | Elias             | SmackDown   | 1                 | Brock Lesnar                  | 01:00 | 0         |
| 3   | Erick Rowan       | Raw         | 2                 | Brock Lesnar                  | 00:08 | 0         |
| 4   | Robert Roode      | SmackDown   | 3                 | Brock Lesnar                  | 00:41 | 0         |
| 5   | John Morrison     | SmackDown   | 4                 | Brock Lesnar                  | 00:09 | 0         |
| 6   | Kofi Kingston     | SmackDown   | 7                 | Brock Lesnar                  | 05:06 | 0         |
| 7   | Rey Mysterio      | Raw         | 5                 | Brock Lesnar                  | 02:54 | 0         |
| 8   | Big E             | SmackDown   | 6                 | Brock Lesnar                  | 00:53 | 0         |
| 9   | Cesaro            | SmackDown   | 8                 | Brock Lesnar                  | 00:18 | 0         |
| 10  | Shelton Benjamin  | Raw         | 9                 | Brock Lesnar                  | 00:37 | 0         |
| 11  | Shinsuke Nakamura | SmackDown   | 10                | Brock Lesnar                  | 00:20 | 0         |
| 12  | MVP               | Agent liber | 11                | Brock Lesnar                  | 00:24 | 0         |
| 13  | Keith Lee         | NXT         | 12                | Brock Lesnar                  | 03:32 | 0         |
| 14  | Braun Strowman    | SmackDown   | 13                | Brock Lesnar                  | 01:48 | 0         |
| 15  | Ricochet          | Raw         | 15                | Drew McIntyre                 | 03:09 | 0         |
| 16  | Drew McIntyre     | Raw         | –                 | Câștigător                    | 34:11 | 6         |
| 17  | The Miz           | SmackDown   | 16                | Drew McIntyre                 | 00:30 | 0         |
| 18  | AJ Styles         | Raw         | 17                | Edge                          | 07:49 | 0         |
| 19  | Dolph Ziggler     | SmackDown   | 22                | Roman Reigns                  | 12:20 | 0         |
| 20  | Karl Anderson     | Raw         | 21                | Randy Orton                   | 09:46 | 0         |
| 21  | Edge              | Agent Liber | 28                | Roman Reigns                  | 23:43 | 3         |
| 22  | King Corbin       | SmackDown   | 19                | Drew McIntyre                 | 04:06 | 1         |
| 23  | Matt Riddle       | NXT         | 18                | King Corbin                   | 00:41 | 0         |
| 24  | Luke Gallows      | Raw         | 20                | Edge                          | 02:00 | 0         |
| 25  | Randy Orton       | Raw         | 27                | Edge                          | 14:37 | 1         |
| 26  | Roman Reigns      | SmackDown   | 29                | Drew McIntyre                 | 16:01 | 2         |
| 27  | Kevin Owens       | Raw         | 24                | Seth Rollins, Akam and Rezar* | 06:59 | 0         |
| 28  | Aleister Black    | Raw         | 23                | Seth Rollins                  | 05:06 | 0         |
| 29  | Samoa Joe         | Raw         | 25                | Seth Rollins                  | 04:25 | 0         |
| 30  | Seth Rollins      | Raw         | 26                | Drew McIntyre                 | 04:01 | 3         |

(*) – Akam și Rezar nu au participat în mod oficial.